# Juliana Top
Juliana Top est une montagne du Suriname, le point culminant du pays. Il se situe à une altitude de 1 280 mètres dans les monts Wilhelmina, dans le district de Sipaliwini.